# Id Tech
id Tech – rodzina silników gier komputerowych opracowanych przez id Software. Pierwszym silnikiem był id Tech 1 stworzony na potrzeby gry Doom (stąd jego pierwotna nazwa Doom Engine). Ostatnią iteracją silnika jest id Tech 7, na którym oparto grę Doom Eternal z 2020 roku.

## Poprzednik
Przed wprowadzeniem serii silników id Tech przedsiębiorstwo id Software korzystało z oprogramowania wykorzystującego technikę ray casting:
- Hovertank 3D
- Catacomb 3D
- Wolfenstein 3D
- Spear of Destiny

## id Tech 1
id Tech 1 to pierwszy silnik id Software z rodziny id Tech. Został napisany w języku C przez Johna Carmacka. Dodatkowo nad silnikiem pracowali Mike Abrash, John Romero, Dave Taylor i Paul Radek. Opracowany na platformie NeXT Steve’a Jobsa został przeportowany do środowiska DOS. W 1997 roku kod źródłowy silnika został opublikowany na niekomercyjnej licencji z myślą o wykorzystaniu go pod Linuksem. Dwa lata później kod został uwolniony na licencji GPL. Doczekał się wielu modyfikacji, w tym m.in. wprowadzenia prawdziwie trójwymiarowych modeli czy obsługi OpenGL.

### Lista gier opartych na id Tech 1 i jego pochodnych
- Doom
- Doom II
- Final Doom
- Heretic
  - Heretic: Shadow of the Serpent Riders
- Hexen
  - Hexen: Deathkings of the Dark Citadel
- Strife

## id Tech 2
Pod nazwą id Tech 2 kryją się tak naprawdę 2 silniki. Pierwszy z nich to Quake engine, który jest silnikiem napisanym w 1996 dla gry Quake. W przeciwieństwie do swoich pochodnych (silników Quake II (id Tech 2), Quake III: Arena (id Tech 3) czy Doom 3 (id Tech 4)), nie doczekał się tego typu nazwy, jednak czasem jest błędnie nazywany id Tech 1. Był jednym z pierwszych silników umożliwiających wyświetlanie w pełni trójwymiarowej grafiki w grach. Został on napisany przez Johna Carmacka przy wsparciu Michaela Abrasha. Rozwojowa wersja tego silnika stworzona przez zespół id Software to QuakeWorld. Druga generacja id Tech 2 to Quake II Engine – silnik stworzony z myślą o grze Quake II. Od czasu wydania został licencjonowany dla kilku innych gier. Obydwie generacje silnika id Tech 2 są dostępne na licencji GPL, w wyniku czego powstały kolejne ich wersje.

### Lista gier opartych na Quake Engine i jego pochodnych
- CIA Operative: Solo Missions
- Half-Life (patrz GoldSrc)
- Hexen II (oraz wszystkie modyfikacje)
- Laser Arena
- Nexuiz
- Quake (oraz wszystkie modyfikacje)
- Silver Wings
- Urban Mercenary

### Lista gier opartych na Quake II Engine i jego pochodnych
- Anachronox
- Daikatana
- Heretic II
- Kingpin: Life of Crime
- Soldier of Fortune
- Sin
- UFO: Alien Invasion
- Warsow

## id Tech 3 (Quake III engine)
Pierwszą grą, w której został wykorzystany, to Quake III: Arena. Był on tworzony jako odpowiedź na konkurencyjny silnik – Unreal Engine; oba silniki są równie szeroko licencjonowane. Na QuakeConie 2005 John Carmack poinformował, iż kod źródłowy Q3 zostanie udostępniony na licencji GPL. Kod został udostępniony 19 września 2005. Engine ładuje obiekty w formacie MD3. Silnik nie obsługuje animacji szkieletowej.

### Lista gier opartych na id Tech 3 i jego pochodnych
- American McGee’s Alice
- Call of Duty
  - Call of Duty: United Offensive
- Heavy Metal: F.A.K.K.²
- Iron Grip: Warlord
- James Bond 007: Agent Under Fire
  - James Bond 007: Everything or Nothing
- Medal of Honor: Allied Assault
  - Medal of Honor: Allied Assault – Spearhead
  - Medal of Honor: Allied Assault – Breakthrough
- Quake III: Arena
  - Quake III: Team Arena
- Quake Live
- Return to Castle Wolfenstein
  - Wolfenstein: Enemy Territory
- Severity
- Soldier of Fortune II: Double Helix
- Star Trek: Voyager Elite Force
  - Star Trek: Elite Force II
- Star Wars Jedi Knight II: Jedi Outcast
  - Star Wars Jedi Knight: Jedi Academy
- Urban Terror

## id Tech 4 (Doom 3 Engine)
Jest następną wersją Quake Engine, lecz z powodu że pierwszą grą wydaną na tę wersję silnika był Doom 3, jest często nazywany Doom 3 Engine.
1 listopada 2011 John Carmack poinformował, iż kod źródłowy Doom 3 zostanie udostępniony na licencji GPL. Kod udostępniono 22 listopada 2011.

### Podstawowe cechy silnika
- Silnik wykorzystuje technikę mapowania wypukłości
- Po raz pierwszy w historii gier komputerowych całe oświetlenie i cienie generowane były w czasie rzeczywistym, dzięki użyciu buforu szablonowego
- Wymagana duża moc obliczeniowa, stąd też brak, w przypadku pierwotnych zastosowań silnika (Doom 3), lokacji rozległych, terenów otwartych
- Pierwsza wersja silnika wspierała karty graficzne zgodne ze standardami DirectX 9.0, 8.1, 8.0 oraz 7.0 (wyjątek dla kart GeForce 4 MX)

### Lista gier opartych na id Tech 4
- Enemy Territory: Quake Wars – wersja silnika rozszerzona o funkcję mega texture
- Doom 3
  - Doom 3: Resurrection of Evil
- Prey
- Quake 4
- Wolfenstein

## id Tech 5 (Rage engine)
Kolejna wersja autorskiego silnika id, jego główne cechy charakterystyczne to funkcja mega texture oferująca tekstury bardzo wysokiej rozdzielczości. Tworząc ten silnik programiści starali się unikać wykorzystania własnościowych technologii, ponieważ, tak jak poprzednie silniki, tak i ten id Software zamierza wydać na wolnej licencji.

### Lista gier opartych na id Tech 5
- Rage (2011)
- Prey 2 (anulowana)
- Wolfenstein: The New Order (2014)[5]
- The Evil Within (2014)

## id Tech 6
19 lipca 2014 poinformowano o pracach nad nową wersją silnika – id Tech 6. Pierwszym tytułem opartym na id Tech 6 jest odświeżona wersja gry Doom z 2016 roku.

### Lista gier opartych na id Tech 6
- Doom (2016)
- Wolfenstein II: The New Colossus (2017)